# Michael von Melas
Michael Friedrich Benedikt von Melas (Radeln,  Transilvânia, 12 de maio de 1729 — Týnec nad Labem, 31 de maio de 1806) (12 de maio de 1729 - 31 de maio de 1806) foi um marechal de campo nascido na Transilvânia de ascendência saxônica para o Império Austríaco durante as Guerras Napoleônicas.

## Vida
Ele nasceu em Radeln, Transilvânia (atualmente Roadeș, parte da comuna de Bunești, Condado de Brașov, Romênia) em 1729 e se juntou ao exército austríaco aos 17 anos. Ele serviu na Guerra dos Sete Anos como ajudante de campo de Leopold Josef Graf Daun. Foi promovido a coronel em 1781. Lutou no baixo Reno em 1794 e no médio Reno em 1795.
Von Melas mais tarde liderou o Exército Austríaco na Itália durante as campanhas de Napoleão Bonaparte na Itália, parte da Guerra da Segunda Coalizão. Servindo sob o comando do marechal de campo russo Alexander Suvorov, que comandou as forças da Segunda Coalizão, ele comandou as forças austríacas em vitórias nas batalhas de Cassano, Trebbia, Novi, Genola e o Cerco de Gênova, e chegou perto de outra vitória sobre Napoleão na Batalha de Marengo, antes de cometer o erro de entregar o comando a um subordinado para o que ele pensava ser a perseguição do campo de um inimigo derrotado. Uma posição feita pelas forças francesas mais adiante, e um contra-ataque subsequente do general francês Louis Desaix levou à derrota das forças de von Melas. No dia seguinte à batalha, ele foi obrigado a assinar a Convenção de Alessandria, que deu o governo da Itália até o rio Mincio a Napoleão, sendo a autoridade da Coroa dos Habsburgos forçada a sair da Itália.
Von Melas foi mais tarde um comandante dos Habsburgos na Boêmia. Aposentou-se em 1803. Morreu em 1806 em Týnec nad Labem, na Boêmia (a foto de seu túmulo).